# Paretroplus lamenabe
Paretroplus lamenabe é uma espécie de peixe da família Cichlidae. A espécie foi proposta como Paretroplus sp. nov. "Mahajamba" ou Paretroplus sp. nov. "Giant Lamena", sendo formalmente descrita em 2008.
É endémica de Madagáscar, onde pode ser encontrada no Lago Tseny e no rio Mahajamba. Os seus habitats naturais são: rios. 